# 独龙江臭蛙
独龙江臭蛙（学名：Odorrana dulongensis）一种于中华人民共和国云南省贡山独龙族怒族自治县独龙江乡发现的两栖动物，隶属于蛙科臭蛙属。

## 形态特征
独龙江臭蛙体型中等，雄蛙体长47.8～55.4毫米，雌蛙体长78.3～87.5毫米。身体背部呈草绿色，后部具有黑色斑点；体侧为浅黄色，具黑色斑点；四肢背面为橄榄棕色，具黑色横纹；身体腹面为浅黄色。